# 大塔村 (奈良県)
大塔村（おおとうむら）は、かつて奈良県の南西部に存在した村である。
2005年9月25日、吉野郡西吉野村とともに五條市に編入され廃止した。

## 概要

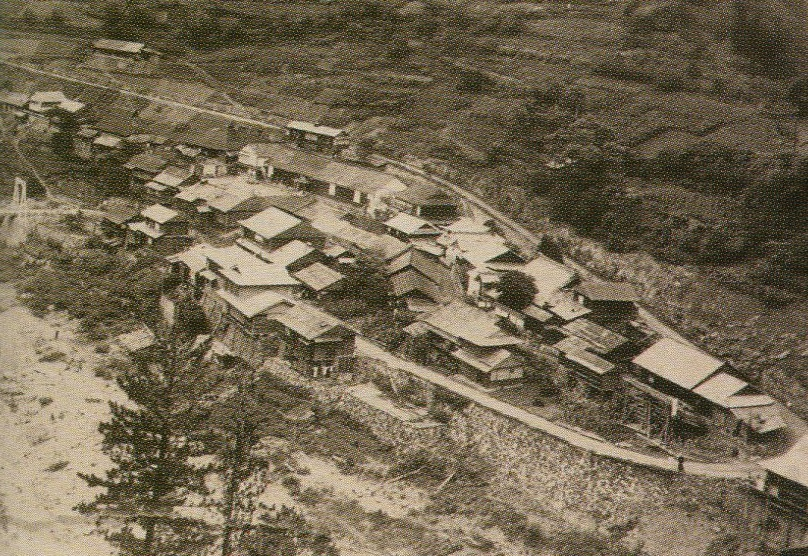
1927年頃の阪本の街並み

- 吉野郡の西側かつ紀伊半島にある紀伊山地の山岳地域に位置する。和歌山県と県境をなす村であり、林業が盛んであった[1][2]。

## 地理
奈良県の南部、紀伊半島の中央部に位置し、紀伊山地を東西に分ける十津川沿いに村落を構える山間（やまあい）の村である。村内の96%は森林であり、高地にあって澄んだ空気に包まれているため夜空に広がる星の煌めきは格別である。高地に位置する為、夜間、雲が下降し一時的に霧になる事がある。霧が晴れた後は下界の光を霧が遮断する為、銀河などが比較的良く見える。また、天文台は広い敷地を抱え、観望会などが催される。

### 気候
- 温暖な気候の分類に入るが、山間部に位置するためか明星ヶ岳山頂付近は亜寒帯性の気候になる。紀伊半島の紀伊山地中央部に位置し、年間降水量が2000mmから3000mmを記録する多雨な地域である[3]。

### 人口

#### 1920年から1960年まで
- 1920年に実施された国勢調査では3111人であり、1950年の国勢調査では3127人である。この年まで、人口は3000人程度を維持していた。その後は猿谷ダム建設に伴う建設関係者が流入したことから、人口は急増し、1955年の国勢調査では5401人を記録した。ダムが完成すると建設関係者は流出し、さらにダムが完成したことによって集落が水没する地域に居住していた人も流出したことから、1960年の国勢調査では2991人になった[4][2]。

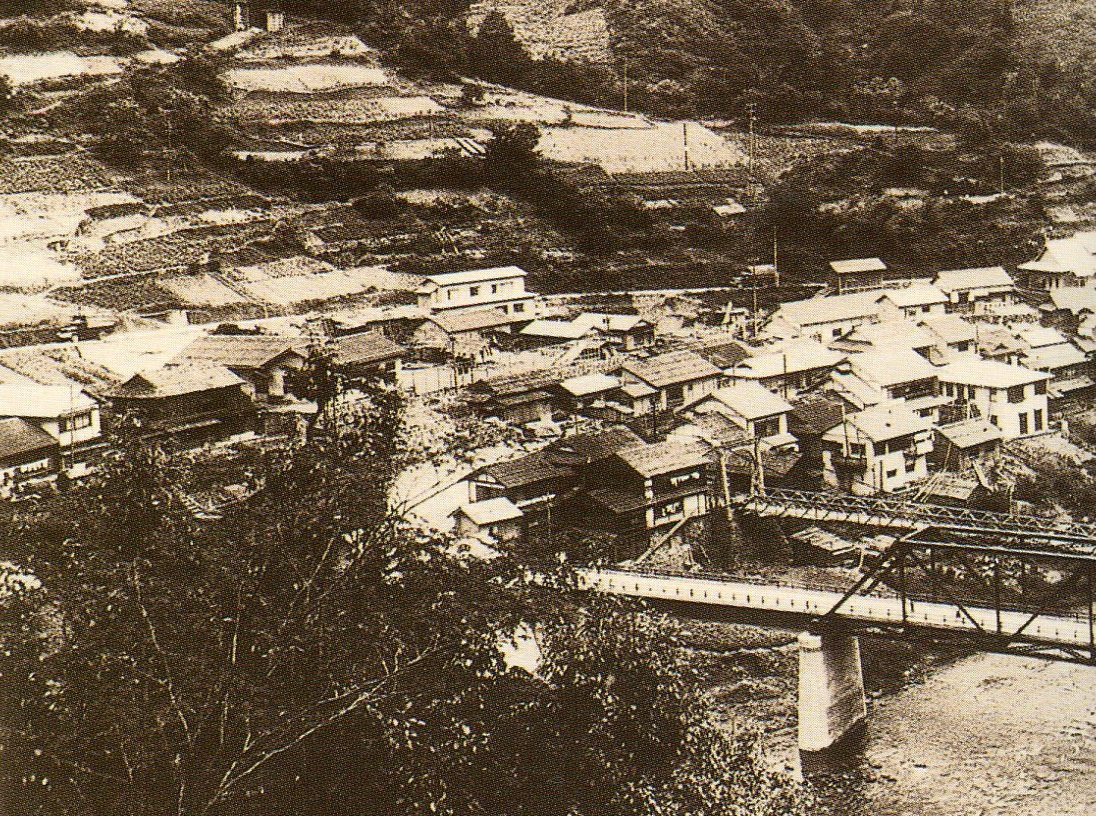
猿谷ダムに沈む前の阪本の街並み 1950年頃撮影

#### 1960年から五條市との編入合併直前まで
- 高度経済成長期以降、村の主要産業であった林業の衰退と都市に流出する村民の増加により人口が急減した。1970年の国勢調査では1653人、1975年の国勢調査では1274人となった。1980年以降は減少数が鈍化したが、人口が少ないことから減少率は高く、遂に1000人を割り、1985年の国勢調査では927人になった。1990年代は800人台であったが、21世紀になると、700人程度まで減少した[4][5]。人口流出による財政状況の悪化などから、五條市に編入合併するに至った[2]。

### 面積
奈良県の約3%を占めている。
- 111.06㎢

### 位置・標高
- 東西は21km・南北は17km・周囲は86㎞である。集落の標高は最高地点は天辻の760m・最低地点は字井の406m・平均標高は583mである[1]。

### 隣接自治体
- 奈良県
  - 吉野郡十津川村
    - 野迫川村
    - 西吉野村
    - 上北山村
    - 天川村
- 和歌山県
  - 伊都郡高野町

## 行政

### 村長
- 北村年宏 - 1992年2月11日から2005年9月24日まで（最後の村長）

### 村章
- 1975年前後に制定当時に就任していた岸本重次村長によって制定され、サクラとカシワの葉の模様である護良親王（大塔宮護良）の紋章に「大」を配し、サクラの中に「塔」を丸くし、それらを図案化したもの[6]

## 歴史

### 村名の由来
後醍醐天皇の皇子、大塔宮護良親王が元弘の変の際にこの地の豪族戸野兵衛・竹原八郎らに匿われたことに由来する。

### 沿革
江戸時代には以下の18村が成立し、十二村郷一郷組、十二村郷野長瀬組、舟ノ川郷に分かれていた。
- 十二村郷一郷組：坂本村、簾村、中原村、小代村、唐笠村
- 十二村郷野長瀬組：殿野村、猿谷村、辻堂村、閉君村、宇井村、堂平村、引土村、飛養曽村、清水村
- 舟ノ川郷：篠原村、中峯村、惣谷村、中井傍示村

#### 明治時代から大正時代
- 1889年（明治22年）
  - 4月1日 - 町村制の施行により、坂本村、簾村、中原村、小代村、唐笠村、殿野村、猿谷村、辻堂村、閉君村、宇井村、堂平村、引土村、飛養曽村、清水村、篠原村、中峯村、惣谷村、中井傍示村の区域をもって発足[7]。
  - 8月18日 - 吉野郡大水害で当村で死者35人・負傷者6人・流出全半壊家屋87戸の被害が出た[7][8]。
- 1905年（明治38年）2月 - 五條警察署阪本部長派出所を設置する[7]。

#### 昭和時代から五條市編入合併直前まで
- 1936年（昭和11年）5月17日 - 大塔村役場が完成する[9]。
- 1956年（昭和31年）4月22日 - 阪本の大火が起こる[10]。
- 1958年（昭和33年）4月25日 - 大塔村観光協会が発足する[10]。
- 1976年（昭和51年）11月1日 - 現在の五條市役所大塔支所の建物（旧・大塔村役場）が完成する[11]。
- 2005年（平成17年）9月25日 - 五條市に編入。同日大塔村廃止。

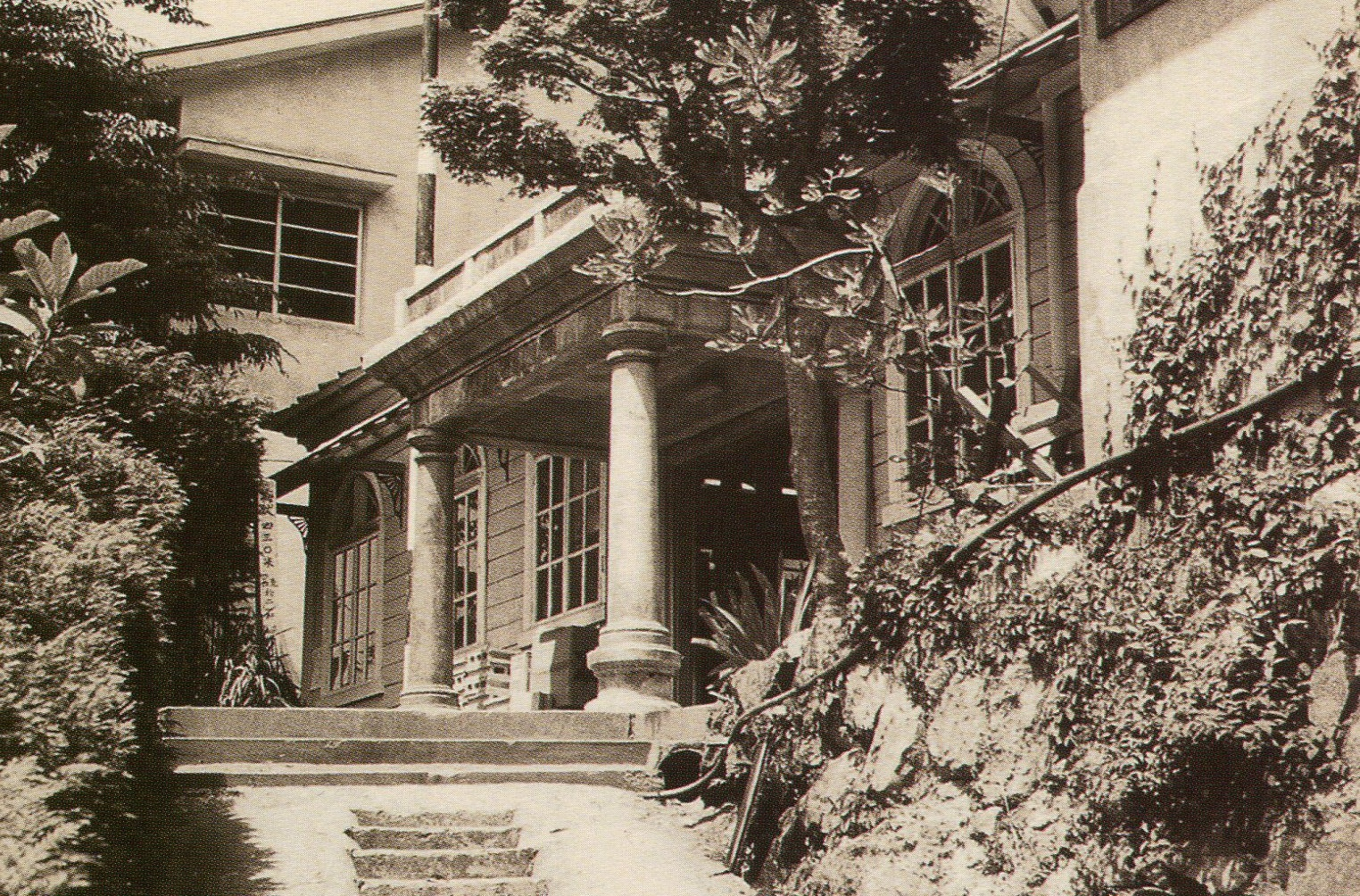
1936年撮影の大塔村役場
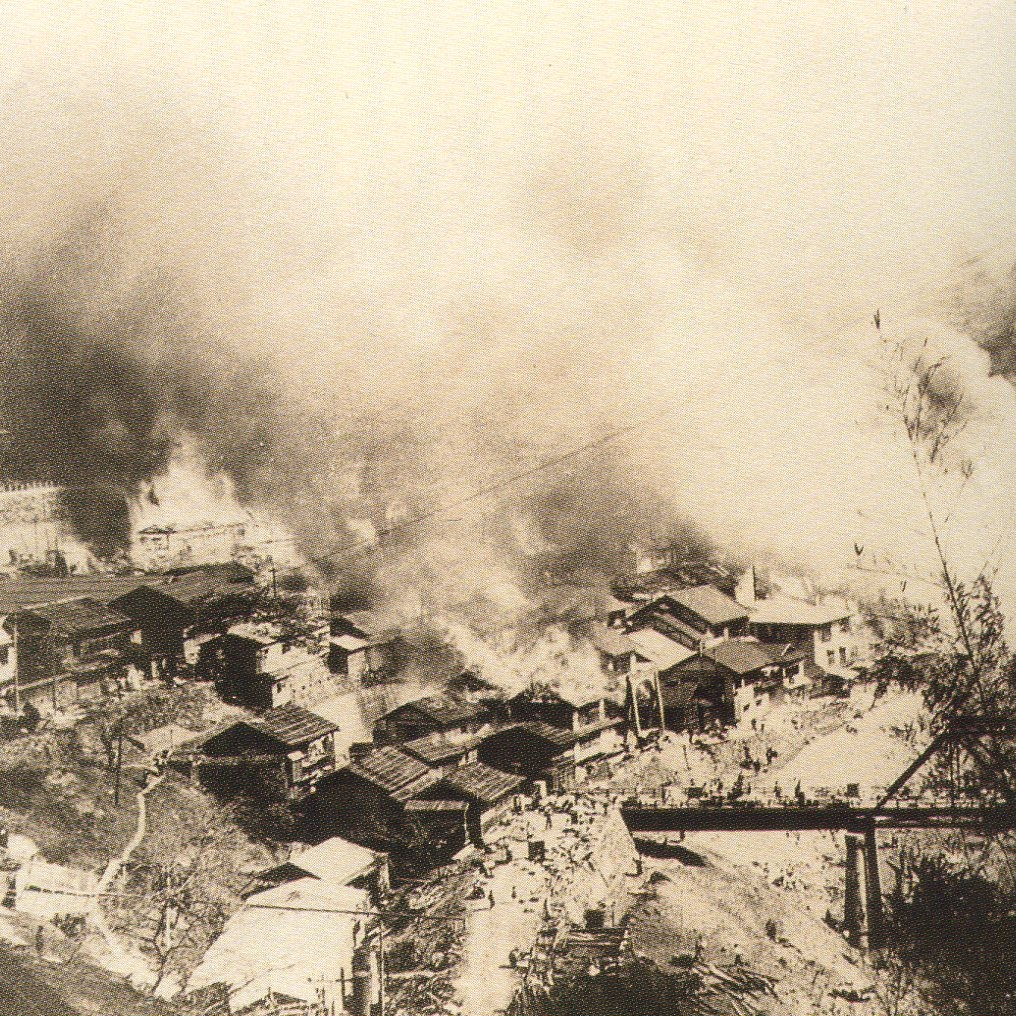
阪本の大火 1956年4月22日撮影

## 産業
- 吉野山地の山岳地帯である地理的条件を活かして林業が盛んであり、それを生計に立てて生活していた。原生林かつ山間部に囲まれている地域にあり、農業には不適な地域であった[7][3]。

## 施設
- 大塔村役場

## 教育

### 合併前まで存在した学校
- 大塔村立大塔中学校
- 大塔村立大塔小学校

### 廃止された学校
- 大塔村立大塔第二中学校
- 大塔村立中原小学校
- 大塔村立永盛小学校
- 大塔村立天辻小学校
- 大塔村立惣谷小学校
- 大塔村立篠原小学校
- 大塔村立辻堂小学校
- 大塔村立阪本小学校

## 交通

### 鉄道
村内を鉄道路線は通っていない。鉄道を利用する場合の最寄り駅は、JR西日本和歌山線五条駅。

### 道路

#### 国道
- 国道168号
  - 道の駅吉野路 大塔

#### 県道
- 主要地方道
  - 奈良県道53号高野天川線
- 一般県道
  - 奈良県道235号篠原宇井線
  - 奈良県道734号高野辻堂線

## 名所・旧跡・観光スポット・祭事・催事

### 観光
- 星のくに（道の駅、天文台、プラネタリウム、宿泊施設、星乃湯）
- 大塔村郷土館
- ふれあい交流館（大塔温泉「夢乃湯」）
- 赤谷オートキャンプ場（森乃湯）
- 高野辻ビューポイント
- 宮の滝
- 水車小屋

### 祭事
- 1月25日 惣谷狂言（惣谷）・篠原踊（篠原）
- 4月29日 阪本踊り（阪本）

### その他
- 大阪大学核物理研究センター (RCNP)
  - 大塔コスモ観測所（旧国鉄五新線 天辻トンネル内）